# Temporada do Sporting Clube de Portugal de 2014–15
Este artigo mostra as estatísticas do Sporting Clube de Portugal nas competições e jogos que disputou durante a temporada 2014-15.

## Jogadores
Nota: Bandeiras indicam equipe nacional, conforme definido pelas regras de elegibilidade da FIFA. Os jogadores podem ter mais de uma nacionalidade não-FIFA.
| N.º |            | Posição | Jogador                |
| --- | ---------- | ------- | ---------------------- |
| 1   | Portugal   | G       | Rui Patrício (capitão) |
| 4   | Brasil     | D       | Jefferson              |
| 8   | Portugal   | M       | João Mário             |
| 9   | Argélia    | A       | Islam Slimani          |
| 10  | Colômbia   | A       | Fredy Montero          |
| 11  | Espanha    | M       | Diego Capel            |
| 14  | Portugal   | M       | William Carvalho       |
| 15  | França     | D       | Naby Sarr              |
| 16  | Portugal   | M       | André Martins          |
| 18  | Peru       | A       | André Carrillo         |
| 19  | Japão      | A       | Junya Tanaka           |
| 20  | Cabo Verde | A       | Héldon                 |

| N.º |           | Posição | Jogador           |
| --- | --------- | ------- | ----------------- |
| 22  | Brasil    | G       | Marcelo Boeck     |
| 23  | Portugal  | M       | Adrien Silva      |
| 24  | Espanha   | M       | Oriol Rosell      |
| 26  | Portugal  | D       | Paulo Oliveira    |
| 27  | Escócia   | M       | Ryan Gauld        |
| 32  | Bulgária  | M       | Simeon Slavchev   |
| 33  | Argentina | D       | Jonathan Silva    |
| 36  | Portugal  | A       | Carlos Mané       |
| 41  | Portugal  | D       | Cédric            |
| 55  | Portugal  | D       | Tobias Figueiredo |
| 81  | Portugal  | D       | André Geraldes    |

## Pré-Temporada
Vitória
      Empate
      Derrota
| 18 de julho de 2014 Meia-final da Taça de Honra | Belenenses          | 1–2 | Sporting CP                  | Lisboa                      |  |
| 21:30                                           | Geraldes 86' (o.g.) |     | Eduardo 28' · A. Martins 32' | Estádio: Estádio do Restelo |  |

| 20 de julho de 2014 Final da Taça de Honra | Benfica | 0–1 | Sporting CP    | Lisboa                      |  |
| 20:30                                      |         |     | A. Martins 42' | Estádio: Estádio do Restelo |  |

| 23 de julho de 2014 Amigável | Achilles '29              | 2–5 | Sporting CP                                 |  |  |
| 19:30                        | Boean 38' · Van Steen 77' |     | Mané 3' · Tanaka 18', 61', 73' · Héldon 56' |  |  |

| 26 de julho de 2014 Amigável | Utrecht | 0–3 | Sporting CP                              |  |  |
| 18:00                        |         |     | A. Martins 20' · Cédric 35' · Tanaka 75' |  |  |

| 28 de julho de 2014 Amigável | Twente                     | 2–0 | Sporting CP |  |  |
| 19:00                        | Castaignos 5' · Promes 90' |     |             |  |  |

## Competições

### Primeira Liga

#### Jogos
| 16 August 2014 1 | Académica   | 1–1    | Sporting CP  | Coimbra                                                                       |  |
| 20:30            | Lopes 90+1' | Report | Carrillo 15' | Estádio: Estádio Cidade de Coimbra Público: 19,029 Árbitro: Artur Soares Dias |  |

| 23 August 2014 2 | Sporting CP | 1–0    | Arouca | Lisbon                                                               |  |
| 20:30            | Mané 90+4'  | Report |        | Estádio: Estádio José Alvalade Público: 37,752 Árbitro: Nuno Almeida |  |

| 31 August 2014 3 | Benfica    | 1–1    | Sporting CP | Lisbon                                                         |  |
| 19:00            | Gaitán 12' | Report | Slimani 20' | Estádio: Estádio da Luz Público: 61,895 Árbitro: Pedro Proença |  |

| 13 September 2014 4 | Sporting CP  | 1–1    | Belenenses    | Lisbon                                                                |  |
| 20:15               | Carrillo 35' | Report | Deyverson 28' | Estádio: Estádio José Alvalade Público: 34,980 Árbitro: Cosme Machado |  |

| 21 September 2014 5 | Gil Vicente | 0–4    | Sporting CP                                         | Barcelos                                                                  |  |
| 18:00               |             | Report | A. Silva 9' · Nani 10' · Slimani 69' · Carrillo 84' | Estádio: Estádio Cidade de Barcelos Público: 6,085 Árbitro: Carlos Xistra |  |

| 26 September 2014 6 | Sporting CP | 1–1    | Porto           | Lisbon                                                                       |  |
| 20:30               | J. Silva 2' | Report | Sarr 56' (o.g.) | Estádio: Estádio José Alvalade Público: 37,999 Árbitro: Olegário Benquerença |  |

| 4 October 2014 7 | Penafiel | 0–4    | Sporting CP                               | Penafiel                                                                 |  |
| 20:15            |          | Report | Slimani 69', 71' · Montero 82' · Nani 85' | Estádio: Estádio Municipal 25 de Abril Público: 5,200 Árbitro: Rui Costa |  |

| 26 October 2014 8 | Sporting CP                                                   | 4–2    | Marítimo        | Lisbon                                                                  |  |
| 18:00             | Bauer 8' (o.g.) · João Mário 15' · Oliveira 42' · Montero 66' | Report | Maâzou 50', 54' | Estádio: Estádio José Alvalade Público: 37,578 Árbitro: Manuel Oliveira |  |

| 1 November 2014 9 | Vitória de Guimarães                              | 3–0    | Sporting CP | Guimarães                                                                 |  |
| 18:00             | Saré 15' · Maurício 42' (o.g.) · André 82' (pen.) | Report |             | Estádio: Estádio D. Afonso Henriques Público: 25,108 Árbitro: Hugo Miguel |  |

| 9 November 2014 10 | Sporting CP | 1–1    | Paços de Ferreira | Lisbon                                                                |  |
| 18:00              | Montero 66' | Report | Hurtado 31'       | Estádio: Estádio José Alvalade Público: 28,456 Árbitro: Bruno Esteves |  |

| 29 November 2014 11 | Sporting CP                      | 3–0    | Vitória de Setúbal | Lisbon                                                                    |  |
| 20:15               | Slimani 62', 90+3' · Montero 63' | Report |                    | Estádio: Estádio José Alvalade Público: 34,009 Árbitro: Artur Soares Dias |  |

| 5 December 2014 12 | Boavista            | 1–3    | Sporting CP                              | Porto                                                         |  |
| 20:30              | J. Silva 87' (o.g.) | Report | Carrillo 54' · Mané 56' · João Mário 81' | Estádio: Estádio do Bessa Público: 7,663 Árbitro: Jorge Sousa |  |

| 14 December 2014 13 | Sporting CP   | 1–1    | Moreirense  | Lisbon                                                                 |  |
| 18:00               | Montero 90+2' | Report | Cardozo 35' | Estádio: Estádio José Alvalade Público: 29,619 Árbitro: Jorge Ferreira |  |

| 21 December 2014 14 | Nacional | 0–1    | Sporting CP | Funchal                                                          |  |
| 19:15               |          | Report | Mané 51'    | Estádio: Estádio da Madeira Público: 3,632 Árbitro: Duarte Gomes |  |

| 3 January 2015 15 | Sporting CP                            | 3–0    | Estoril | Lisbon                                                               |  |
| 18:00             | A. Silva 20', 85' (pen.) · Slimani 57' | Report |         | Estádio: Estádio José Alvalade Público: 32,793 Árbitro: Vasco Santos |  |

| 11 January 2015 16 | Braga | 0–1    | Sporting CP  | Braga                                                                    |  |
| 19:15              |       | Report | Tanaka 90+3' | Estádio: Estádio Municipal de Braga Público: 15,876 Árbitro: Hugo Miguel |  |

| 18 January 2015 17 | Sporting CP                                          | 4–2    | Rio Ave                    | Lisbon                                                               |  |
| 20:15              | Nani 30' · Montero 60' · João Mário 67' · Tanaka 90' | Report | Del Valle 38' · Hassan 68' | Estádio: Estádio José Alvalade Público: 27,919 Árbitro: Nuno Almeida |  |

| 25 January 2015 18 | Sporting CP    | 1–0    | Académica | Lisbon                                                            |  |
| 16:00              | João Mário 76' | Report |           | Estádio: Estádio José Alvalade Público: 37,769 Árbitro: Rui Costa |  |

| 1 February 2015 19 | Arouca           | 1–3    | Sporting CP                                 | Arouca                                                                      |  |
| 18:00              | Simão 26' (pen.) | Report | Montero 31' · Carrillo 63' · Figueiredo 77' | Estádio: Estádio Municipal de Arouca Público: 2,112 Árbitro: Jorge Ferreira |  |

| 8 February 2015 20 | Sporting CP   | 1–1    | Benfica      | Lisbon                                                              |  |
| 20:00              | Jefferson 88' | Report | Jardel 90+4' | Estádio: Estádio José Alvalade Público: 49,076 Árbitro: Jorge Sousa |  |

| 14 February 2015 21 | Belenenses | 1–1    | Sporting CP | Lisbon                                                             |  |
| 20:15               | Fonte 69'  | Report | Mané 90+4'  | Estádio: Estádio do Restelo Público: 4,426 Árbitro: Paulo Baptista |  |

| 22 February 2015 22 | Sporting CP           | 2–0    | Gil Vicente | Lisbon                                                                |  |
| 18:15               | Tanaka 51' · Nani 69' | Report |             | Estádio: Estádio José Alvalade Público: 42,098 Árbitro: Jorge Tavares |  |

| 1 March 2015 23 | Porto               | 3–0    | Sporting CP | Porto                                                                 |  |
| 19:15           | Tello 31', 58', 82' | Report |             | Estádio: Estádio do Dragão Público: 43,111 Árbitro: Artur Soares Dias |  |

| 9 March 2015 24 | Sporting CP                         | 3–2    | Penafiel                    | Lisbon                                                                |  |
| 20:00           | Carvalho 5' · Slimani 8' · Nani 70' | Report | Braga 12' · Vítor Bruno 42' | Estádio: Estádio José Alvalade Público: 25,495 Árbitro: Bruno Esteves |  |

| 15 March 2015 25 | Marítimo | 0–1    | Sporting CP         | Funchal                                                          |  |
| 17:00            |          | Report | A. Silva 32' (pen.) | Estádio: Estádio dos Barreiros Público: 6,892 Árbitro: Rui Costa |  |

| 22 March 2015 26 | Sporting CP                                                          | 4–1    | Vitória de Guimarães | Lisbon                                                              |  |
| 18:00            | João Mário 13' · A. Silva 33' (pen.) · Slimani 44' · Nani 75' (pen.) | Report | Kanu 82'             | Estádio: Estádio José Alvalade Público: 35,979 Árbitro: Jorge Sousa |  |

| 4 April 2015 27 | Paços de Ferreira | 1–1    | Sporting CP | Paços de Ferreira                                                   |  |
| 20:15           | Galo 75'          | Report | Slimani 30' | Estádio: Estádio da Mata Real Público: 4,597 Árbitro: Cosme Machado |  |

| 12 April 2015 28 | Vitória de Setúbal | 1–2    | Sporting CP           | Setúbal                                                                 |  |
| 19:15            | Suk 47'            | Report | Mané 38' · Tanaka 44' | Estádio: Estádio do Bonfim Público: 6,839 Árbitro: Olegário Benquerença |  |

| 19 April 2015 29 | Sporting CP               | 2–1    | Boavista     | Lisbon                                                                |  |
| 18:00            | A. Silva 1' · Slimani 65' | Report | Zé Manuel 7' | Estádio: Estádio José Alvalade Público: 35,197 Árbitro: Luís Ferreira |  |

| 27 April 2015 30 | Moreirense  | 1–4    | Sporting CP                             | Moreira de Cónegos                                                                                  |  |
| 20:00            | Leandro 44' | Report | Mané 2' · Montero 34', 85' · Tanaka 36' | Estádio: Parque de Jogos Comendador Joaquim de Almeida Freitas Público: 2,554 Árbitro: Vasco Santos |  |

| 2 May 2015 31 | Sporting CP        | 2–0    | Nacional | Lisbon                                                                |  |
| 20:15         | Montero 56', 90+3' | Report |          | Estádio: Estádio José Alvalade Público: 31,169 Árbitro: Cosme Machado |  |

| 10 May 2015 32 | Estoril  | 1–1    | Sporting CP | Estoril                                                                       |  |
| 17:00          | Sebá 25' | Report | Ewerton 55' | Estádio: Estádio António Coimbra da Mota Público: 4,102 Árbitro: Duarte Gomes |  |

| 17 May 2015 33 | Sporting CP                                                 | 4–1    | Braga            | Lisbon                                                                |  |
| 18:00          | A. Silva 45+1' (pen.), 74' · Figueiredo 52' · Slimani 90+4' | Report | Pardo 13' (pen.) | Estádio: Estádio José Alvalade Público: 36,912 Árbitro: Carlos Xistra |  |

| 23 May 2015 34 | Rio Ave | 0–1    | Sporting CP | Vila do Conde                                                        |  |
| 18:00          |         | Report | Nani 48'    | Estádio: Estádio do Rio Ave FC Público: 3,747 Árbitro: Bruno Esteves |  |

### Taça de Portugal
| 19 October 2014 3ª Eliminatória | Porto        | 1–3       | Sporting CP                                  | Porto                                                           |  |
| 17:00                           | Martínez 35' | Relatório | Marcano 31' (o.g.) · Nani 39' · Carrillo 83' | Estádio: Estádio do Dragão Público: 36,869 Árbitro: Jorge Sousa |  |

| 21 November 2014 4ª Eliminatória | Sporting de Espinho | 0–5       | Sporting CP                                                       | Santa Maria da Feira                                       |  |
| 20:30                            |                     | Relatório | João Mário 32' · Capel 61' · Montero 68', 81' · Tanaka 77' (pen.) | Estádio: Estádio Marcolino de Castro Árbitro: Vasco Santos |  |

| 17 December 2014 Oitavos-de-final | Vizela             | 2–3       | Sporting CP                                     | Moreira de Cónegos                                                                                  |  |
| 20:00                             | Talocha 37', 45+3' | Relatório | A. Martins 34' (pen.) · Oliveira 39' · Mané 59' | Estádio: Parque de Jogos Comendador Joaquim de Almeida Freitas Público: 4,000 Árbitro: Nuno Almeida |  |

| 7 January 2015 Quartos-de-final | Sporting CP                                                | 4–0       | Famalicão | Lisbon                                                                |  |
| 21:00                           | Carrillo 34' · João Mário 48' · Oliveira 69' · Montero 75' | Relatório |           | Estádio: Estádio José Alvalade Público: 11,683 Árbitro: Tiago Martins |  |

| 5 March 2015 1ª mão da meia-final | Nacional                  | 2–2       | Sporting CP               | Funchal                                                           |  |
| 20:15                             | L. Aurélio 50' · João 59' | Relatório | Figueiredo 55' · Mané 83' | Estádio: Estádio da Madeira Público: 2,500 Árbitro: Carlos Xistra |  |

| 8 April 2015 2ª mão da meia-final | Sporting CP | 1–0 (3–2 agr.) | Nacional | Lisbon                                                              |  |
| 20:00                             | Ewerton 85' | Relatório      |          | Estádio: Estádio José Alvalade Público: 16,315 Árbitro: Hugo Miguel |  |

| 31 May 2015 Final     | Sporting CP                 | 2–2 (pro.) (3–1 pen.) | Braga                   | Oeiras                                                            |  |
| 17:15                 | Slimani 84' · Montero 90+3' | Relatório             | Eder 16' · R. Silva 25' | Estádio: Estádio Nacional Público: 35,890 Árbitro: Marco Ferreira |  |
|                       |                             | Penalidades           |                         |                                                                   |  |
| A. Silva Nani Slimani |                             | Alan Pinto Eder Agra  |                         |                                                                   |  |

### Taça da Liga

#### Fase de grupos
| Time                 | J | V | E | D | GP | GC | SG | Pts |
| -------------------- | - | - | - | - | -- | -- | -- | --- |
| Vitória de Setúbal   | 4 | 2 | 2 | 0 | 8  | 3  | +5 | 8   |
| Sporting CP          | 4 | 2 | 1 | 1 | 6  | 4  | +2 | 7   |
| Belenenses           | 4 | 1 | 2 | 1 | 5  | 6  | −1 | 5   |
| Vitória de Guimarães | 4 | 1 | 1 | 2 | 4  | 6  | −2 | 4   |
| Boavista             | 4 | 0 | 2 | 2 | 2  | 6  | −4 | 2   |

| 29 December 2014 1 | Vitória de Guimarães | 0–2    | Sporting CP             | Guimarães                                                                    |  |
| 20:45              |                      | Report | Héldon 5' · Dramé 90+4' | Estádio: Estádio D. Afonso Henriques Público: 7,844 Árbitro: Manuel Oliveira |  |

| 14 January 2015 2 | Sporting CP       | 1–0    | Boavista | Lisbon                                                               |  |
| 19:15             | Tanaka 74' (pen.) | Report |          | Estádio: Estádio José Alvalade Público: 9,035 Árbitro: Luís Ferreira |  |

| 21 January 2015 3 | Belenenses                          | 3–2    | Sporting CP   | Lisbon                                                            |  |
| 19:15             | Camará 38', 61' (pen.) · Dálcio 55' | Report | Gauld 6', 19' | Estádio: Estádio do Restelo Público: 2,243 Árbitro: Rui Rodrigues |  |

| 28 January 2015 4 | Sporting CP           | 1–1    | Vitória de Setúbal | Lisbon                                                             |  |
| 19:45             | Ney Santos 13' (o.g.) | Report | Lourenço 54'       | Estádio: Estádio José Alvalade Público: 9,084 Árbitro: Manuel Mota |  |

### Liga dos Campeões

#### Fase de grupos
| Equipa     | Pts | J | V | E | D | GP | GC | SG  |
| ---------- | --- | - | - | - | - | -- | -- | --- |
| Chelsea    | 14  | 6 | 4 | 2 | 0 | 17 | 3  | +14 |
| Schalke 04 | 8   | 6 | 2 | 2 | 2 | 9  | 14 | –5  |
| Sporting   | 7   | 6 | 2 | 1 | 3 | 12 | 12 | 0   |
| Maribor    | 3   | 6 | 0 | 3 | 3 | 4  | 13 | –9  |

| 17 September 2014 1    | Maribor       | 1–1    | Sporting CP | Maribor                                                               |  |
| 20:45 CEST (UTC+02:00) | Zahović 90+2' | Report | Nani 80'    | Estádio: Ljudski vrt Público: 12,211 Árbitro: Clément Turpin (France) |  |

| 30 September 2014 2    | Sporting CP | 0–1    | Chelsea   | Lisbon                                                                              |  |
| 20:45 CEST (UTC+02:00) |             | Report | Matić 34' | Estádio: Estádio José Alvalade Público: 40,734 Árbitro: Antonio Mateu Lahoz (Spain) |  |

| 21 October 2014 3      | Schalke 04                                                           | 4–3    | Sporting CP                         | Gelsenkirchen                                                           |  |
| 20:45 CEST (UTC+02:00) | Obasi 34' · Huntelaar 51' · Höwedes 60' · Choupo-Moting 90+3' (pen.) | Report | Nani 16' · A. Silva 64' (pen.), 78' | Estádio: Veltins-Arena Público: 49,943 Árbitro: Sergei Karasev (Russia) |  |

| 5 November 2014 4     | Sporting CP                                         | 4–2    | Schalke 04                    | Lisbon                                                                            |  |
| 20:45 CET (UTC+01:00) | Sarr 26' · Jefferson 52' · Nani 72' · Slimani 90+1' | Report | Slimani 17' (o.g.) · Aogo 88' | Estádio: Estádio José Alvalade Público: 35,473 Árbitro: Paolo Tagliavento (Italy) |  |

| 25 November 2014 5    | Sporting CP                       | 3–1    | Maribor              | Lisbon                                                                           |  |
| 20:45 CET (UTC+01:00) | Mané 10' · Nani 35' · Slimani 65' | Report | Jefferson 42' (o.g.) | Estádio: Estádio José Alvalade Público: 32,739 Árbitro: Craig Thomson (Scotland) |  |

| 10 December 2014 6    | Chelsea                                       | 3–1    | Sporting CP  | London                                                                       |  |
| 20:45 CET (UTC+01:00) | Fàbregas 8' (pen.) · Schürrle 16' · Mikel 56' | Report | J. Silva 50' | Estádio: Stamford Bridge Público: 41,089 Árbitro: Svein Oddvar Moen (Norway) |  |

### Liga Europa

#### 1/16 final
| 19 February 2015 1ª mão | VfL Wolfsburg | 2–0    | Sporting CP | Wolfsburg                                                              |  |
| 19:00 CET (UTC+01:00)   | Dost 46', 63' | Report |             | Estádio: Volkswagen Arena Público: 19,207 Árbitro: Alon Yefet (Israel) |  |

| 26 February 2015 2ª mão | Sporting CP | 0–0 (0–2 agr.) | VfL Wolfsburg | Lisbon                                                                        |  |
| 21:05 CET (UTC+01:00)   |             | Report         |               | Estádio: Estádio José Alvalade Público: 23,097 Árbitro: Ruddy Buquet (France) |  |